# Kalpana Chawla
Kalpana Chawla (Karnal, 17 maart 1962 – boven de staat Texas, 1 februari 2003) was een Indiaas-Amerikaans astronaute, en de eerste vrouw uit India in de ruimte. Zij ging tweemaal mee op missie met de Space Shuttle, de eerste maal in 1997 als bestuurder van een robot-arm, en in 2003 op de vlucht STS-107 van de Columbia die verongelukte. Chawla was een van de zeven bemanningsleden die om het leven kwam bij deze missie.
Chawla werd geboren in Karnal, in Punjab, India. In 1982 verhuisde ze naar de Verenigde Staten en studeerde aan de University of Texas at Arlington waar ze in 1984 een Master of Science-degree behaalde. Omdat ze vastbesloten was om astronaut te worden, behaalde ze in 1986 een tweede Master en in 1988 een PhD in de ruimtevaarttechniek aan de Universiteit van Colorado te Boulder. Ze maakte deel uit van NASA Astronautengroep 15. Deze groep van 19 ruimtevaarders begon hun training in 1994 en had als bijnaam The Flying Escargot. Op 19 november 1997 was ze onderdeel van een zeskoppige bemanning van de STS-87, en hiermee werd ze de eerste in India geboren vrouw in de ruimte. Op deze eerste vlucht verbleef ze 372 uur in de ruimte, en legde 16,7 miljoen km af in 252 rondjes om de aarde. In 2000 werd ze opnieuw geselecteerd voor de STS-107. Deze missie werd meermalen vertraagd, maar op 16 januari 2003 ging Chawla eindelijk weer de ruimte in met de Columbia op de 28e vlucht van dit toestel. Bij terugkeer in de dampkring verongelukte dit toestel.

## Onderscheidingen
Chawla ontving postuum de volgende onderscheidingen:
- Congressional Space Medal of Honor
- NASA Space Flight Medal
- NASA Distinguished Service Medal

## Vernoemingen
- De planetoïde 51826 Kalpanachawla werd naar haar vernoemd.[3]
- Op 1 oktober 2020 werd de Cygnus-capsule van Commercial Resupply Services-missie NG-14 de S.S. Kalpana Chawla gedoopt.